# Герб Котелевського району
Герб Котелевського району — офіційний символ Котелевського району, затверджений 12 червня 2001 р. рішенням сесії районної ради.

## Опис
На щиті три колоски пшениці, скомпоновані у вигляді стилізованого тризуба і обвиті знизу синьо-жовтою стрічкою. Внутрішнє поле чотиричасне; на першій срібній частині золота підкова, на другій лазуровій бурова вишка і газовий комплекс, на третій срібній зелені сосна та береза, на четвертій лазуровій символічний курган і дві шаблі над ним в косий хрест. Щит увінчано рушником з написом "Котелевщина". Нижню частину щита прикрашено гілками калини з гронами.